# Марк Траверс
Марк Траверс (англ. Mark Travers, нар. 18 травня 1999, Мейнут) — ірландський футболіст, воротар англійського клубу «Борнмут» і національної збірної Ірландії.

## Клубна кар'єра
Народився 18 травня 1999 року в місті Мейнут. Вихованець юнацьких команд футбольних клубів «Лукан Юнайтед», «Черрі Орчард», «Шемрок Роверс» та «Борнмут».
У дорослому футболі дебютував 2017 року виступами за команду «Борнмут». 
Протягом 2018—2019 років захищав кольори клубу «Веймут».
Своєю грою за останню команду знову привернув увагу представників тренерського штабу клубу «Борнмут», до складу якого повернувся 2019 року. Цього разу відіграв за клуб з Борнмута наступні два сезони своєї ігрової кар'єри.
Протягом 2021 року захищав кольори клубу «Свіндон Таун».
До складу клубу «Борнмут» знову повернувся 2021 року.

## Виступи за збірні
У 2015 році дебютував у складі юнацької збірної Ірландії (U-17), загалом на юнацькому рівні взяв участь у 12 іграх, пропустивши 8 голів.
У 2019 році дебютував в офіційних матчах у складі національної збірної Ірландії.
| Дата       | Місто   | Господарі | Результат | Гості         | Турнір            | Голи | Примітки |
| ---------- | ------- | --------- | --------- | ------------- | ----------------- | ---- | -------- |
| 10-9-2019  | Дублін  | Ірландія  | 3 – 1     | Болгарія      | товариський матч  | -1   | 76'      |
| 14-11-2019 | Дублін  | Ірландія  | 3 – 1     | Нова Зеландія | товариський матч  | -    | 66'      |
| 24-3-2021  | Белград | Сербія    | 3 – 2     | Ірландія      | Відбір до ЧС 2022 | -3   |          |
| Усього     |         | Матчів    | 3         |               | Голів             | -4   |          |